# 2. československá fotbalová liga 1964/1965
V soubojích 33. ročníku druhé nejvyšší fotbalové soutěže – 2. československé fotbalové ligy 1964/65 – se utkalo 42 mužstev ve třech skupinách po 14 účastnících každý s každým dvoukolovým systémem podzim–jaro. Tento ročník začal v pátek 14. srpna 1964 v Brně zápasem mezi domácím ZKL a Dynamem Kutná Hora (domácí zvítězili 2:0) a skončil v neděli 27. června 1965. Po sezoně došlo k reorganizaci nižších soutěží, druhá liga byla zúžena na dvě skupiny.

## Skupina A
| Poř. | Tým                                | Z  | V  | R | P  | VG | OG | B  |
| ---- | ---------------------------------- | -- | -- | - | -- | -- | -- | -- |
| 1.   | TJ Slavia Praha                    | 26 | 21 | 2 | 3  | 73 | 17 | 44 |
| 2.   | TJ Spartak LZ Plzeň                | 26 | 16 | 8 | 2  | 59 | 31 | 40 |
| 3.   | TJ Baník Most                      | 26 | 12 | 5 | 9  | 53 | 35 | 29 |
| 4.   | TJ Kovostroj Děčín                 | 26 | 12 | 5 | 9  | 52 | 38 | 29 |
| 5.   | VTJ Dukla Tábor                    | 26 | 11 | 7 | 8  | 42 | 32 | 29 |
| 6.   | TJ Viktoria Žižkov                 | 26 | 12 | 3 | 11 | 39 | 29 | 27 |
| 7.   | TJ Spartak Čelákovice              | 26 | 12 | 3 | 11 | 42 | 41 | 27 |
| 8.   | VTJ Dukla Tachov (N)               | 26 | 9  | 9 | 8  | 28 | 29 | 27 |
| 9.   | TJ Spartak Radotín                 | 26 | 11 | 3 | 12 | 43 | 38 | 25 |
| 10.  | TJ Jiskra Jablonec nad Nisou       | 26 | 10 | 4 | 12 | 43 | 37 | 24 |
| 11.  | TJ Spartak Praha Motorlet (S)      | 26 | 9  | 4 | 13 | 34 | 50 | 22 |
| 12.  | TJ Baník DPG Hrdlovka (N)          | 26 | 6  | 7 | 13 | 32 | 57 | 19 |
| 13.  | TJ Dynamo České Budějovice         | 26 | 3  | 5 | 18 | 24 | 61 | 11 |
| 14.  | TJ Lokomotiva České Budějovice (N) | 26 | 4  | 3 | 19 | 24 | 93 | 11 |

Poznámky:
- Z = Odehrané zápasy; V = Vítězství; R = Remízy; P = Prohry; VG = Vstřelené góly; OG = Obdržené góly; B = Body; (N) = Nováček (postoupivší z nižší soutěže); (S) = Sestoupivší z vyšší soutěže
- před sezonou změnil TJ Slavoj Žižkov název na TJ Viktoria Žižkov

|  | Postup do I. čs. fotbalové ligy 1965/66 |
|  | Sestup do Divize A 1965/1966            |
|  | Sestup do Divize B 1965/1966            |

## Skupina B
| Poř. | Tým                                   | Z  | V  | R  | P  | VG | OG | B  |
| ---- | ------------------------------------- | -- | -- | -- | -- | -- | -- | -- |
| 1.   | AS Dukla Praha „B“ (N)                | 26 | 16 | 6  | 4  | 74 | 27 | 38 |
| 2.   | TJ Spartak Hradec Králové (S)         | 26 | 17 | 3  | 6  | 46 | 19 | 37 |
| 3.   | TJ TŽ Třinec (S)                      | 26 | 14 | 9  | 3  | 33 | 19 | 37 |
| 4.   | TJ VŽKG Ostrava                       | 26 | 13 | 5  | 8  | 50 | 31 | 31 |
| 5.   | TJ Gottwaldov                         | 26 | 10 | 9  | 7  | 37 | 24 | 29 |
| 6.   | TJ VCHZ Pardubice                     | 26 | 10 | 8  | 8  | 40 | 29 | 28 |
| 7.   | TJ Spartak Hradišťan Uherské Hradiště | 26 | 11 | 6  | 9  | 40 | 37 | 28 |
| 8.   | VTJ Dukla Slaný                       | 26 | 11 | 4  | 11 | 44 | 46 | 26 |
| 9.   | TJ Baník Ostrava „B“ (N)              | 26 | 11 | 2  | 13 | 39 | 42 | 24 |
| 10.  | TJ ZKL Brno (N)                       | 26 | 8  | 5  | 13 | 32 | 47 | 21 |
| 11.  | TJ KPS Brno                           | 26 | 8  | 4  | 14 | 27 | 45 | 20 |
| 12.  | TJ Dynamo Kutná Hora (N)              | 26 | 6  | 7  | 13 | 32 | 45 | 19 |
| 13.  | TJ Tepna Náchod (N)                   | 26 | 3  | 10 | 13 | 22 | 56 | 16 |
| 14.  | TJ MŽ Olomouc                         | 26 | 4  | 2  | 20 | 24 | 73 | 10 |

Poznámky:
1) Do 1. ligy nemohlo postoupit B-mužstvo Dukly Praha, neboť v ní již hrálo A-mužstvo, které se navíc umístilo na nesestupové pozici v ročníku 1964/65. Jedná se o historicky druhý případ v Československu, kdy B-tým vybojoval na hřišti postup do nejvyšší soutěže, pro účast A-mužstva však do nejvyšší soutěže postoupit nemohl. Jako prvnímu se to povedlo B-mužstvu Zbrojovky Brno (tehdy Spartak ZJŠ Brno) v druholigovém ročníku 1962/63 (místo něj nakonec postoupil TŽ Třinec).
2) Start A-mužstva i B-mužstva jednoho klubu v téže soutěži v jednom ročníku není povolen po událostech kolem prvního a záložního týmu košické Jednoty v druholigové sezoně 1957/58. Výjimky jsou od té doby udělovány většinou jen v nižších okresních soutěžích.
- Z = Odehrané zápasy; V = Vítězství; R = Remízy; P = Prohry; VG = Vstřelené góly; OG = Obdržené góly; B = Body; (N) = Nováček (postoupivší z nižší soutěže); (S) = Sestoupivší z vyšší soutěže

|  | Postup do I. čs. fotbalové ligy 1965/66 |
|  | Přechod do II. ligy sk. – A 1965/66     |
|  | Sestup do Divize C 1965/1966            |
|  | Sestup do Divize D 1965/1966            |

## Skupina C
| Poř. | Tým                                | Z  | V  | R | P  | VG | OG | B  |
| ---- | ---------------------------------- | -- | -- | - | -- | -- | -- | -- |
| 1.   | TJ Lokomotíva Košice               | 26 | 18 | 3 | 5  | 56 | 26 | 39 |
| 2.   | TJ Jednota Žilina                  | 26 | 15 | 8 | 3  | 53 | 20 | 38 |
| 3.   | TJ Slovan Nitra                    | 26 | 13 | 6 | 7  | 56 | 34 | 32 |
| 4.   | TJ Partizán Bardejov               | 26 | 12 | 5 | 9  | 35 | 31 | 29 |
| 5.   | TJ Zemplín Michalovce              | 26 | 11 | 5 | 10 | 40 | 51 | 27 |
| 6.   | TJ Spartak ZVL Považská Bystrica   | 26 | 11 | 4 | 11 | 43 | 34 | 26 |
| 7.   | VTJ Dukla Komárno                  | 26 | 9  | 8 | 9  | 36 | 34 | 26 |
| 8.   | TJ Slavoj Trebišov                 | 26 | 11 | 4 | 11 | 34 | 51 | 26 |
| 9.   | TJ Nové Zámky (N)                  | 26 | 12 | 1 | 13 | 50 | 39 | 25 |
| 10.  | TJ Kablo Topoľčany                 | 26 | 8  | 7 | 11 | 31 | 43 | 23 |
| 11.  | TJ ZPS Kysucké Nové Mesto          | 26 | 7  | 7 | 12 | 37 | 40 | 21 |
| 12.  | TJ Lokomotíva Spišská Nová Ves (N) | 26 | 9  | 2 | 15 | 27 | 52 | 20 |
| 13.  | TJ Strojárne Martin                | 26 | 4  | 8 | 14 | 33 | 53 | 16 |
| 14.  | TJ Iskra Púchov (N)                | 26 | 6  | 4 | 16 | 32 | 55 | 16 |

Poznámky:
- Z = Odehrané zápasy; V = Vítězství; R = Remízy; P = Prohry; VG = Vstřelené góly; OG = Obdržené góly; B = Body; (N) = Nováček (postoupivší z nižší soutěže); (S) = Sestoupivší z vyšší soutěže

|  | Postup do I. čs. fotbalové ligy 1965/66 |
|  | Přechod do II. ligy – sk. B 1965/66     |
|  | Sestup do Divize E 1965/66              |
|  | Sestup do Divize F 1965/66              |